# Sorel (Somme)
Sorel település Franciaországban, Somme megyében. Lakosainak száma 162 fő (2022. január 1.). Sorel Metz-en-Couture, Équancourt, Fins, Heudicourt, Liéramont és Nurlu községekkel határos.

## Népesség
A település népessége az elmúlt években az alábbi módon változott:
| Lakosok száma | 168  | 164  | 163  | 162  | 162  | 161  | 161  | 161  | 162  |
|               | 2013 | 2015 | 2016 | 2017 | 2018 | 2019 | 2020 | 2021 | 2022 |